# Camil Alimentos
A Camil Alimentos é uma empresa brasileira de alimentos com sede no município de São Paulo (São Paulo), Brasil. A empresa é líder no beneficiamento, empacotamento, distribuição e comercialização de arroz e feijão no Brasil e América do Sul.
A empresa possui em seu portfólio as marcas Açúcar União, Coqueiro (possuindo 40% do mercado brasileiro de pescados), Santa Amália, Seleto e Mabel.
A Camil possui plantas no Brasil, Uruguai, Chile, Peru e Equador. Conta com mais de 4415 funcionários, com marcas em mais de 50 países através da exportação.

## História
A empresa foi fundada em 1963 na cidade de Itaqui, no Rio Grande do Sul, como Cooperativa Agrícola Mista Itaquiense Ltda. (CAMIL).
Em 1996, foi transformada em sociedade anônima.
Em 2007, adquiriu a uruguaia SAMAN.
Em 2011, adquiriu a marca de sardinhas Coqueiro, da PepsiCo por valor não informado.
Em 2012, adquire o Açúcar União, do grupo Cosan por R$ 345 milhões.
Em 2020, a empresa entra no ramo de rações, no Chile.
Em 2021, o grupo compra a empresa de alimentos Santa Amália, da empresa peruana Alicorp, por R$410 milhões e entra no segmento de massas, misturas e achocolatados. No mesmo ano, a Seleto se torna a nova aquisição da Camil, entrando no seguimento de café. Também em 2021, adquire a também uruguaia Silcom por meio da sua subsidiária Saman.
Em 2022, a Camil adquire a Mabel da Pepsico por R$158 Milhões.